# Orły (Basses-Carpates)
Pour les articles homonymes, voir Orły.
Orły est une localité polonaise, siège de la gmina d'Orły, située dans le powiat de Przemyśl en voïvodie des Basses-Carpates.